# 斯泰普內 (扎波羅熱區)
斯泰普内（烏克蘭語：Степне），是烏克蘭東南部扎波羅熱州扎波羅熱區斯泰普内市镇内的村落，及该市镇的行政中心。始建於1790年，面積37.5平方公里，海拔高度65米，2001年人口1,473，人口密度每平方公里39.3人。